# Barrô e Aguada de Baixo
Barrô e Aguada de Baixo (oficialment: União das Freguesias de Barrô e Aguada de Baixo) és una freguesia (parròquia civil) del municipi d'Águeda, al districte d'Aveiro, a Portugal. La població el 2011 era de 3.209 habitants, en una àrea de 10,19 km².

## Història
La freguesia es va establir el 2013 en el marc de la reforma administrativa nacional d'aquell any, fusionant la freguesia d'Aguada de Baixo amb la de Barrô.